# Festuca amethystina
Festuca amethystina es una especie de planta herbácea perteneciente a la familia de las poáceas. Es nativa de los Alpes y del sur de Europa.

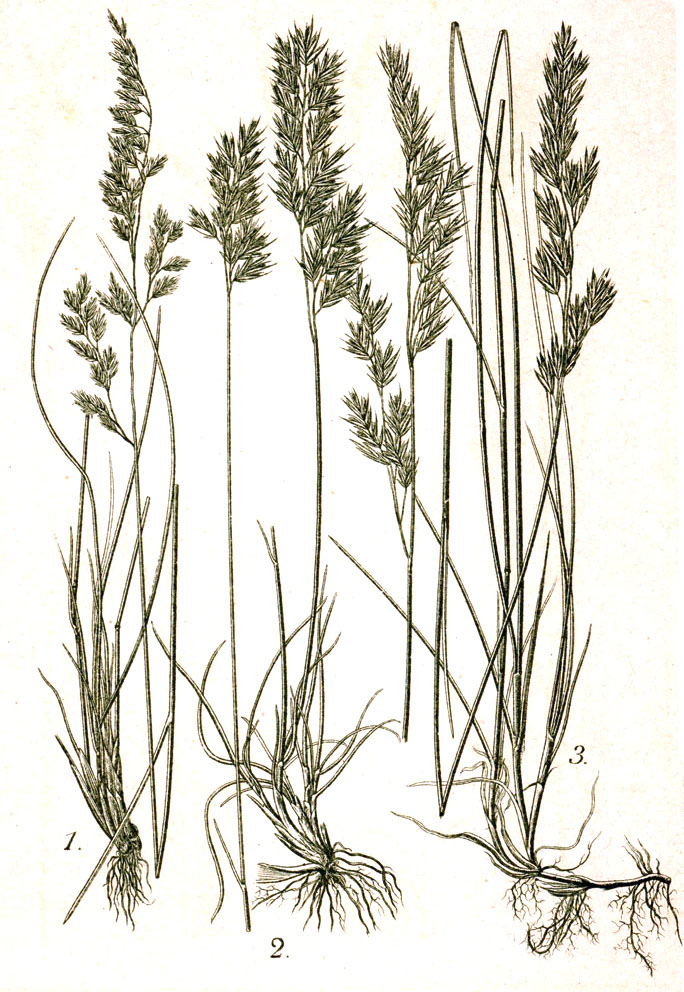
Ilustración n.º 1

## Descripción
Esta festuca se ha bautizado así por sus espiguillas florales teñidas de amatista que aparecen a finales de la primavera y a principios del verano. Alcanza 45 cm de alto y forma macollos de hojas delgadas verdeazuladas con bordes ásperos.

## Taxonomía
Festuca amethystina fue descrita por Carlos Linneo y publicado en Species Plantarum 1: 74. 1753.
Etimología
Festuca: nombre genérico que deriva del latín y significa tallo o brizna de paja, también el nombre de una mala hierba entre la cebada.
amethystina: epíteto latino que significa "de color violeta".
Variedades
- Festuca amethystina var. dijimilensis (Hack. ex Boiss.) St.-Yves
- Festuca amethystina subsp. euamethystina (St.-Yves) Krajina

Sinonimia
- Festuca austriaca Hack.
- Festuca balansae E.B.Alexeev
- Festuca caerulans Schur
- Festuca inarmata Schur
- Festuca mutica Schleich. ex Hack.
- Festuca ovina subsp. capillata (Lam.) Kozlowska
- Festuca ovina var. capillata (Lam.) Alef.
- Festuca valesiaca Rchb.
- Festuca violacea var. mutica Kumm. & Sendtn.
- Poa capillata (Lam.) Mérat[4][5]